# Salvus Mineralbrunnen
Die Salvus Mineralbrunnen GmbH ist ein Hersteller und Vertreiber von Mineralwasserprodukten. Das Hauptabsatzgebiet liegt in Niedersachsen und in Nordrhein-Westfalen (insbesondere im Münsterland). Im Jahr 2018 verkaufte das Unternehmen über 154 Millionen Flaschen und im Jahr 2019 157 Mio. Flaschen seiner Getränke.

## Historie
Der erste Mineralbrunnen von Salvus wurde 1994 in Betrieb genommen. 1998 vergrößerte sich das Unternehmen und baute eine 2.000 Quadratmeter große Lager- und Versandhalle. Eine weitere, diesmal 3.000 Quadratmeter große Halle, wurde 2000 gebaut. Zudem verfügt das Unternehmen seitdem über eine neue PET-Anlage (16.000 Flaschen/Std.) für verschiedene Mehr- und Einweggebinde.
Anfang der 2000er Jahre wurde das Stadion am Wasserturm der SpVg Emsdetten 05 in Salvus-Stadion umbenannt.
2001 dehnte das Unternehmen seinen Markt auf die Niederlande aus. Zwei Jahre später nahm Firmengründer, Hermann Schürkötter, seine Tochter Heike und seinen Sohn Guido in die Geschäftsleitung auf. Durch die Erfolge des Unternehmens erfolgten weitere Vergrößerungen, so kam 2004 eine weitere PET-Abfüllanlage (28.000 Flaschen/Std.) hinzu, eine neue Logistikhalle mit Transportbrücke folgte 2008.
2012 geriet das Unternehmen kurzzeitig in die Schusslinie, nachdem es bereits 2011 in einem Test des Verbrauchermagazins Öko-Test durchgefallen war. Das Magazin hatte bei den Marken Salvus Naturell und Sawell Naturell Pestizidmetaboliten nachgewiesen. Der Bericht wurde vom ZDF aufgegriffen und unter dem Titel „Abgefüllt & Aufgetischt“ in der Sendung ZDFzoom veröffentlicht.
Beide Berichte sind nach Aussage der Geschäftsführerin Heike Schürkötter sowie des Amts für Veterinär- und Lebensmittelüberwachung des Kreises Steinfurt verfälschend. Die festgestellten Pflanzenschutzmittel-Metabolite seien laut Umweltbundesamt toxikologisch nicht relevant. Dennoch wurden Maßnahmen eingeleitet und der betreffende Brunnen geschlossen.
Nach mehreren Umstellungen im Design der Flaschen wurde 2013 das gesamte Sortiment auf die blaue PET-Individualkiste umgestellt und ab 2015 ein neues Individual-Glasgebinde auf den Markt gebracht.
2018 wurde ein vollautomatisches Hochregallager (34 m × 62 m × 38 m) in Betrieb genommen. Das Hochregallager steht auf einem rund 3.200 m² Grundstück, direkt neben dem Betriebsgelände. Durch die Regaltechnik hat es eine große Lagerkapazität und bietet Platz für 15.260 Paletten, das entspricht ca. 7,5 Mio. Flaschen. Zusätzlich folgte eine weitere Glasabfüllanlage, die zusätzlich weitere 28.000 Flaschen pro Stunde abfüllen kann.
Im Februar 2019 erfolgte die Einführung der Marke "TÖFTES!", die die Nachfrage nach kleineren Glasmehrweggebinden (20 × 0,33 Liter), die besonders in Zeiten mit zunehmenden Diskussionen um Plastik- und Verpackungsmüll, vom Endverbraucher gefordert werden, bedient.

## Auszeichnungen
Im Laufe der Jahre wurde das Wasser der Firma mehrfach ausgezeichnet.  1997 wird das Unternehmen durch die Deutsche Landwirtschafts-Gesellschaft (DLG) zum ersten Mal mit dem Landesehrenpreis für Lebensmittel für überdurchschnittliche Produktqualität ausgezeichnet. Es erhielt zudem bereits mehrfach Gold von der DLG, zuletzt 2016 für insgesamt acht Artikel, sowie seit 2006 mehrfach die Auszeichnung International Food Standard „auf höherem Niveau“ verliehen. 2008 erhielt es die Goldmedaille beim International Water Tasting in den USA.

## Produkte
Salvus Mineralbrunnen vertreibt die Marke Salvus und Lohnabfüllungen. Die Marke Salvus umfasst die Produkte Mineralwasser (Salvus Classic, Medium, Sanft, Naturell und Lemon), Aktivgetränke (Salvus Sport, ACE und Apfelschorle) sowie Limonaden (Salvus Orange, Zitrone, Regina, Kikuba, Arlekino und Cola). Seit 2019 gibt es neben Salvus die Marke TÖFTES!, die die Mineralwässer Mit Kribbel und Ohne Kribbel im 0,33 l und 0,75 l Glasgebinde und die Schorlen Apfel und Rhabarber sowie Cola, ausschließlich im 0,33 l Glasgebinde, beinhaltet.